# Грузовой троллейбус

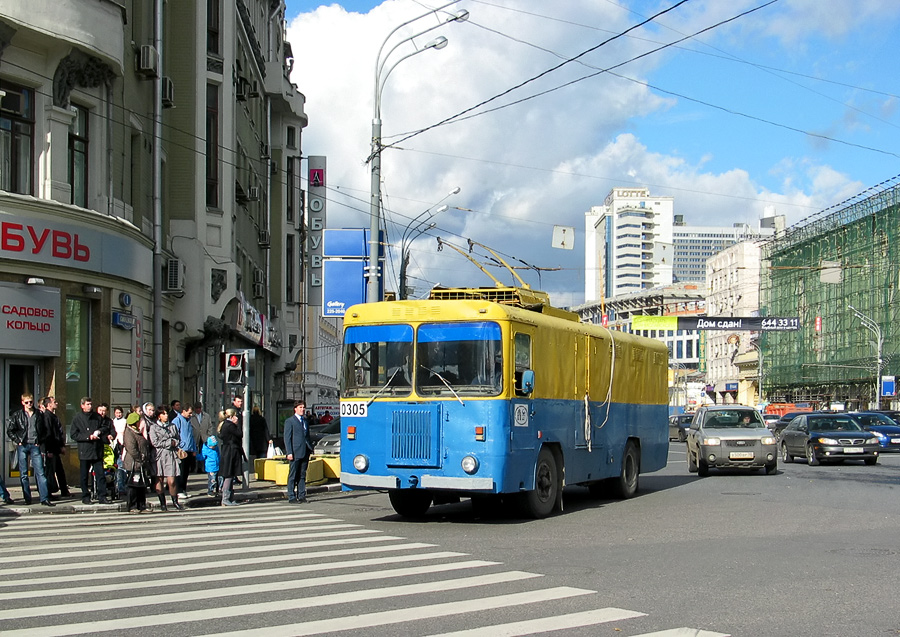
Грузовой троллейбус КТГ-1 на Смоленской-Сенной площади в Москве

Грузовой троллейбус (троллейвоз, троллейтрак, или троллейкар) — разновидность электротранспорта с питанием от контактных проводов, используемого для грузовых перевозок.
Название «грузовой троллейбус» не совсем верно, так как окончание «бус» означает, что мы имеем дело с пассажирским транспортом. Правильнее называть его троллейвозом, или троллейкаром. Тем не менее это название прижилось по аналогии с грузовым трамваем.
Имеется подвид (теплоэлектробус, часто не совсем правильно называемый дуобусом) с дополнительным двигателем внутреннего сгорания, который вращает электрический генератор, питающий тяговый электродвигатель. Например, модель КТГ была оборудована ДВС Урал-353И мощностью 95 кВт (130 л. с.)
Троллейвозы широко использовались на заре развития троллейбусного транспорта, к примеру, достаточно успешной была система Макса Шиманна
Тролейвозы применяли в горной и строительной промышленности для подвоза оборудования и товара, в городах их использовали для буксировки неисправных пассажирских троллейбусов, для оказания техпомощи и для ремонта троллейбусных электросетей.
Грузовые троллейбусы больше всего использовались в странах бывшего СССР, хотя в своё время были распространены и в Германии, Италии и США. Главный период производства и применения грузовых троллейбусов — 1930—1970-е годы. В военные 1940-е годы для экономии бензина в троллейбусы переоборудовали серийные самосвалы, тягачи и другую грузовую технику. В послевоенное время в таких машинах уже не было необходимости, но их можно было ещё заметить на улицах крупных городов даже в 1960—1970-е годы.
Практика использования в СССР карьерных грузовых троллейбусов показала, что экономическая эффективность применения дизель-троллейвозного транспорта может быть достигнута в карьере, глубина которого составляет не менее 300 м, при наличии постоянной технологической дороги без большого числа поворотов. Мировой опыт показывает нерентабельность эксплуатации карьерных троллейвозов при достаточно низких ценах на ГСМ или достаточно высоких ценах на электроэнергию.
В России ныне массово не используются, часть из них сохранилась как мобильные лаборатории технадзора контактной сети в троллейбусных парках.

## История

### До Первой мировой войны

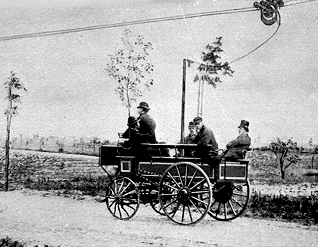
Машина на электрической тяге в 1882 году, первый электромобиль в мире

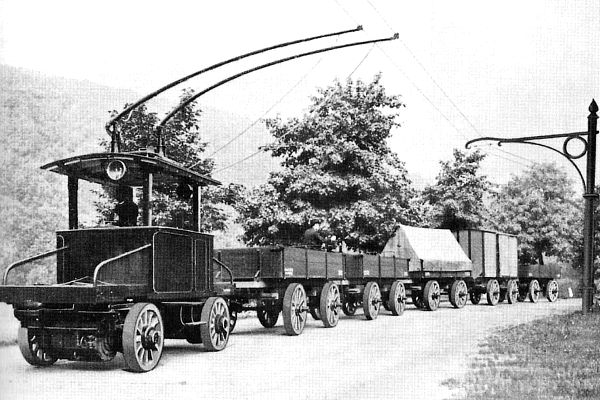
Грузовой поезд-троллейбус безрельсовой дороги Монгайм-Лангельфельд (1904—1908)

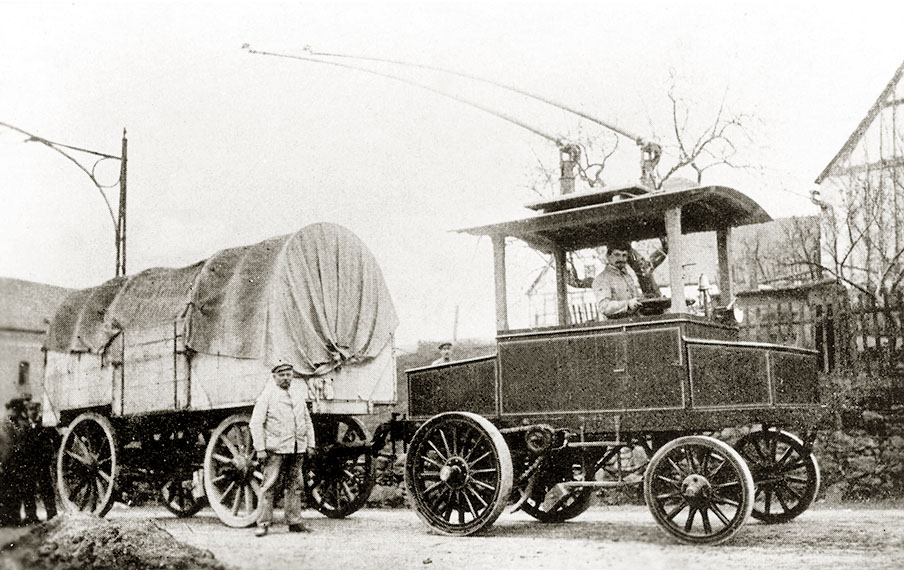
Грузовой троллейбус, который использовался с 1905 по 1914 год

С разработкой электромотора практически сразу начались эксперименты по его использованию: 29 апреля 1882 года первый электромобиль уже ездил по 540-метровому испытательному участку в районе Халензе близ Берлина. Электричество для этой машины подавалось по двум контактным линиям с напряжением 550 В постоянного тока, а ток, получаемый с помощью контактной мачты, к которой крепилась подвижная тележка, питал электромотор мощностью в 2,2 кВт.
Дальнейшее развитие технологии представляло собой разработку контактных троллеев со скользящими перекладками. Впервые метод был опробован в Кёнигштайне (Саксонская Швейцария), 10 июля 1901 года инженером Максом Шиманом была запущена линия длиной 2,8 км, а уже в 1904 году заработала линия поездов-троллейбусов (нем. Gleislosen Bahn).
Между 1903 и 1907 годами грузовые троллейбусы использовались на линии Kalkbahn Grevenbrück (сейчас Леннештадт). Линия использовалась исключительно для транспортировки известняка с каменоломни до ближайшей железнодорожной станции в Гревенбрюке, её длина составляла 1,5 км, а крутизна склонов часто достигала 4 %. Но с закрытием каменоломни линия грузовых троллейбусов также была закрыта. Ещё одна линия в Гревенбрюке, Veischedetalbahn, также в ранние годы своего существования, кроме пассажиров, перевозила грузы.
С 1904 по 1908 год в Рейнланде существовала безрельсовая дорога Монгайм-Лангенфельд, которую использовали как для перевозки пассажиров, так и для перевозки грузов. Однако из-за быстрого разрушения дорожного покрытия тяжёлыми грузовиками через четыре года работы линия была заменена железной дорогой, которая до сих пор сохранилась в городе Монгайм.
В Вурцене с 1905 по 1929 годы работала линия перевозки грузов Industriebahn Wurzen. Между 1905 и 1914 годами грузовые троллейбусы стали средством обслуживания мельниц на трассе Mühlenbahn Großbauchlitz (сейчас в Дёбельне). На маршруте в Альтоне (сейчас район Гамбурга) с 1911 по 1949 годы грузовые троллейбусы-поезда курсировали между гаванью на Эльбе и центральными районами Альтона, в частности мэрией; здесь работало четыре машины, которые для увеличения объёмов перевозок заменили лошадей.
Со второго десятилетия XX века грузовые троллейбусы использовались и за пределами Германии, в частности, в Австрии с 1918 по 1922 годы.

### До Второй мировой войны
Начиная с 1933 года первые троллейбусы (пассажирские ЛК и ЯТБ) стали появляться и в СССР, впоследствии часть этих машин при капремонте переделывали в грузовые (преимущественно устаревшие пассажирские ЛК) путём установки бортовых платформ при сохранении под кабину передней части кузова. Обычно такие грузовые троллейбусы использовались для технической помощи на троллейбусных линиях. Однако сфера использования грузовых троллейбусов расширялась с каждым годом. Впоследствии в виде троллейкаров их планировалось использовать и в районах, где не было контактных сетей.
С конца 1930-х годов по инициативе директора Второго московского троллейбусного парка И. С. Ефремова были созданы первые в стране серийные грузовые троллейбусы, на которые были смонтированы дополнительные комплекты аккумуляторов и гораздо более длинные троллеи, чем на пассажирских машинах. Это позволило грузовым троллейбусам отклоняться от контактной сети уже на 6-7 метров, что облегчало маневрирование. В 1939 году Ярославский моторный завод выпустил новый серийный грузовой троллейбус «ЯТБ-4», а уже в 1941 году его сменили новые модели: «ЯТБ-4a» и «ЯТБ-5» — весом по 8 тонн и максимальной скоростью 40 км/ч. Во время Великой Отечественной войны и обороны Москвы часть столичного парка троллейбусов была эвакуирована, а часть старых машин переделана в грузовые из-за нехватки мобилизованных в армию обычных грузовиков и участвовала в снабжении города. Так, в сторону грузового Северного речного порта по Ленинградскому шоссе была проложена специальная грузовая троллейбусная линия. На части машин, работавших на этой линии, были применены гибкие кабели, облегчавшие погрузку-разгрузку, а в 1943 году во втором троллейбусном парке был сконструирован троллейкар, способный работать и на участках без контактной сети. Первое поколение советских грузовых троллейбусов отработало в Москве до 1955 года, а в других городах СССР они использовались до 1957 года. Потом их сменили более универсальные троллейкары, проработавшие, например, в столице до начала 1990-х.
В 1938 году в Италии была построена троллейбусная система, соединявшая ГЭС в Вальтеллине и город Милан — и в строительстве плотин было задействовано 20 «рогатых» грузовиков, которые подвозили песок, бетон и цемент. Эта система работала более 25 лет, а контактные линии до сих пор питаются током.

### После Второй мировой войны
Следующим этапом в развитии грузовых троллейбусов после Второй мировой войны стало создание дуобусов — троллейбусов, что кроме электродвигателя имели и двигатель внутреннего сгорания. Такие троллейбусы-грузовики (штанги стали крепить и на обычные грузовики типа ЗИЛ, МАЗ, БелАЗ и другие) могли отклоняться от контактных линий даже на 11 метров.
Подобными экспериментами с установкой штанг на грузовики занялся Сокольнический вагоноремонтный завод (СВАРЗ), но грузовые троллейбусы выпускались на этом заводе только одиночно. Под руководством СВАРЗ был выпущен и первый грузовой троллейбус фургонного типа, в котором было четыре окна и двухместная кабина. Более двухсот этих машин работало в Москве, 140 в Минске, 90 в Киеве. В этих электромашинах были две системы штанг.
В 1952 году построен электросамосвал, вид грузового транспорта, изготовленный на базе МАЗ-525 и МАЗ-205, который значительно повысил экономичность работы самосвалов типа МАЗ. В таком самосвале-троллейбусе были два троллейбусных электродвигатели типа ДК-202 с общей мощностью 170 кВт и с четырьмя контактными панелями. Работал такой самосвал как обычный троллейбус: он двигался с помощью двух натянутых троллеев и контактных линий — а такое нововведение дало значительную экономию дизельного топлива. Другие характерные черты такого типа машин — это гидроусилитель руля и подъёмное устройство самосвальной платформы. Общая масса этого грузовика составляла почти 25 тонн, а максимальная скорость — до 45 км/час.
В 1961 году на базе грузовика КрАЗ-219 был разработан дизель-троллейвоз ГТУ-10 с двумя электромоторами мощностью 172 кВт. Некоторое время этот троллейвоз работал на линии «Симферополь-Ялта», но впоследствии снова был переработан в грузовик.
Подобная модель, построенная в 1964 году под названием «дизель-троллейвоз», получила индекс «БелАЗ-7524-792». Этот дуобус собирался на БелАЗе: он работал как от дизельного двигателя, так и от электромоторов; весил 20 тонн и имел грузоподъёмность 65 тонн. В 1965 году началось испытание таких машин: они перевозили песок в режиме дизеля, а в ближайших городах Белорусской ССР двигались в режиме троллейбуса.
Основное преимущество дизель-троллейвозов заключается в повышенной мощности тяговых двигателей при работе в режиме питания от контактной сети. Дизельтроллейвоз БелАЗ-524-732 снабжён токосъемным устройством, позволяющим снимать ток контактной сети силой 1200 А при напряжении 1200—2000 В. При этом режиме и уклоне трассы 10—12° (удельное сопротивление движению 1,3—1,45 кН/т) дизель-троллейвоз способен развивать скорость движения на подъём 19—22 км/ч, что превышает скорость движения автосамосвала БелАЗ-549 в 1,60—1,65 раза. Однако ввиду ухудшения показателей работы при выполнении других элементов транспортного цикла при перевозке горной массы преимущества троллейвозов значительно снижаются.
Практически одновременно в штате Калифорния в 1956 году Riverside Cement Company закупила четыре подобных 30-тонных дуобуса-грузовика для перевозки жидкого цемента. У них были по две тормозные системы, что снизило максимальную скорость с 35 до 17 км/час. В дизельном режиме работала только одна система, — а скорость в дизельном режиме увеличивалась до 29 км/час. Линии имели напряжение в 550 В, а генератор — в 24 В (для сравнения — у троллейбуса Шкода-ТР14 — 32 В, а у ЭлектроЛАЗ-183 — 40 В).
В СССР в 1968 году были построены ещё два электросамосвала, однако госкомиссия признала использование этого транспорта нецелесообразным: поскольку в каменоломнях и карьерах всё время приходилось переносить контактные линии с места на место, это отрицательно влияло на эффективность его работы. Постоянные переносы линии вызывали затруднения, что привело вскоре к прекращению их эксплуатации.
До 1971 года на СВАРЗ изготовили около 420 грузовых троллейбусов (обычных грузовых или троллейбусов техпомощи) и 55 штук «рогатых» грузовиков (в основном это было сделано для экономии бензина). Последние из них списали в 1993 году.
С 1964 года выпускался грузовой троллейбус «ТГ-3М». Этот троллейвоз был скомплектован из таких агрегатов: радиатор от «ГАЗ-51», колёса от «МАЗ-200», электроснабжение от троллейбуса «МТБ-82Д» и мотор «ДК-207», который имел мощность 95 кВт. Весил он около 12 тонн, и его максимальная скорость достигала 45-50 км/час. Более 200 из них работали в Москве, 140 в Минске и 90 в Киеве. Последние прекратили эксплуатацию и были списаны в 1993 году. Сейчас большинство из них стоит заброшенным на улицах или в депо городов, некоторые из них используются как сараи или склады для хранения товаров при наличии рынков поблизости.
В 1970-х годах инициативу СВАРЗ подхватил Киевский завод электротранспорта (КЗЭТ), однако эти машины преимущественно выпускались небольшими партиями и не имели широкого использования. Всего в СССР троллейвозы использовались в 122 городах из 178 в которых эксплуатировались троллейбусы.

### Современность
С 1980-х годов производство троллейбусов-грузовиков и троллейбусов-ремонтников прекратилось. Однако почти через 30 лет производство дизель-троллейвозов на Белорусском автозаводе было возобновлено: тогда были изготовлены небольшие партии обновлённых дизель-троллейвозов на обновлённой базе самосвалов БелАЗ-75191. Эти модели проходили испытания в 1988 году в городе Рудный на руднике Соколовско-Сабайского горнодобывающего комплекса.
|  |  |  |  |

На сегодняшний день грузовые троллейбусы уже не выпускаются: значительная часть простаивают в депо или заброшена. Потребность в этих троллейбусах незначительная, но всё же существует; все грузовые троллейбусы значительно устарели, многим по 30-40 лет.
Вне Европы грузовые троллейбусы использовались в Намибии с 1986 по 2002 год. Они выполняли различные вспомогательные функции: подвозили материалы и оборудование к шахтам, буксировали технику к строительным площадкам, работали на урановых рудниках. Всего на линии работало 11 «рогатых» грузовиков модели «Komatsu Е711».
В США также применялись грузовые троллейбусы в штате Невада, которые выполняли различные функции у шахты Голдстрайк. Эти грузовые модели «Комацу Е685» были особенно тяжелы: весили по 160 тонн и имели грузоподъёмность до 190 тонн. В целом линия была примерно 5 километров в длину (по состоянию на октябрь 1994 года) и служила до 2001 года, когда комиссия приняла решение закрыть троллейбусную линию.

## Использование грузовых троллейбусов за пределами СССР
- США. В Соединённых Штатах Америки троллейкары работали с 1939 по 2001 год. Чаще троллейкары или грузовики на электромоторах применялись в горном деле, при добыче полезных ископаемых и в ремонтных работах на дорогах. Они были задействованы в четырёх штатах:
  - Мичиган — троллейные 18-20-тонные самосвалы использовались в горных работах в Международной солевой шахте с 1939 по 1964 год. Контактные линии с рудника были проложены до ближайших городов.
  - Нью-Мексико — с 1967 года "электрогрузовики" участвовали в горных работах в шахте Эль Чино.
  - Калифорния — 27-тонные троллейные грузовики участвовали в строительных работах с 1956 по 1971 год.
  - Невада — как грузовики, так и обычные грузовые троллейбусы использовались в ремонтных работах с 1986 по 2001 год.
  - С 2012 года планируется оборудовать несколько трасс в Лос-Анджелесе и Лонг Бич контактной подвеской для троллейкаров, использующих пантографы наподобие трамвайных[10].
- Швейцария — использовались грузовики-троллейбусы.
- Италия — использовались при конструировании плотин Сан-Джакомо (1940—1950) и Канкано (1952—1956). Всего были в использовании с 1938 по 1962 год.
- Австрия — использовались в Сан-Ламбрехте компанией Нобел Индастриз на динамитной фабрике с 16 ноября 1945 по 21 апреля 1951 года[5][11]. После Второй мировой войны некоторые грузовики были заброшены или переработаны в пассажирские трамваи, которые по сей день ездят в Капфенберге.
- Канада — грузовые троллейбусы были задействованы на железорудных карьерах Квебека в Кот-Норе (Лейк-Жанин[англ.]) с 1970 по 1977 год, пока не были истощены запасы железа, и рудники не закрыли[5].
- ЮАР — использовались в железнорудном карьере Сайшен[англ.] и меднорудном в Пхалаборве с 1980 года[5][12].
- Замбия — задействованы в меднодобывающем карьере Нчанга с 1983 по 1988 год[5].
- Намибия — работали на урановых рудниках в 1986—2001 годах.
- Народная Республика Болгария — работали в Плевене в 1987 году. Ныне не используются[13].